# 10 Dywizja Pancerna (III Rzesza)

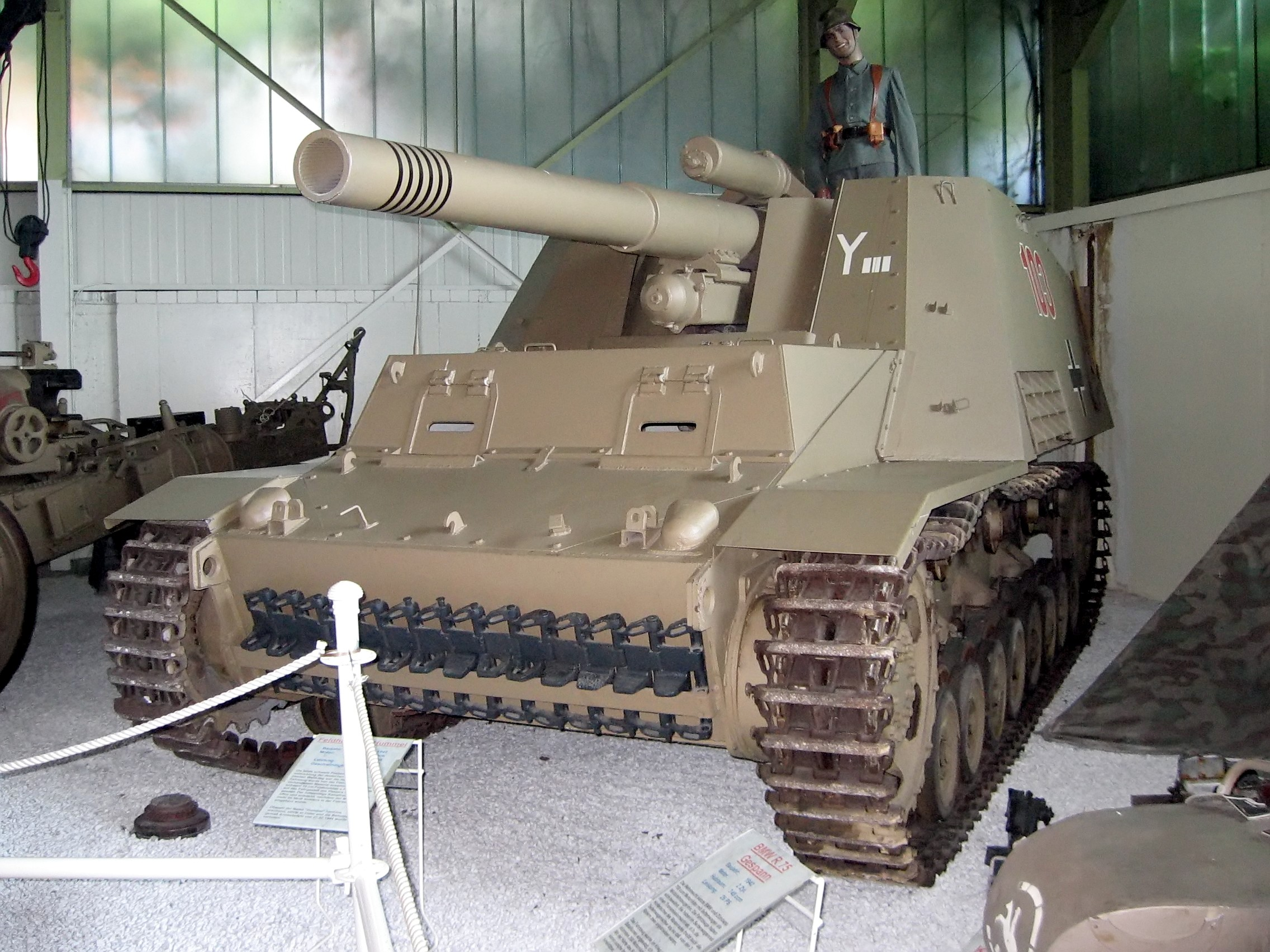
Działo samobieżne Hummel z widocznym znakiem taktyczny 10 DPanc.

10 Dywizja Pancerna (niem. 10. Panzer-Division) – niemiecka dywizja pancerna z okresu II wojny światowej, uczestniczyła w agresji na Polskę, ataku na Związek Radziecki i walkach z aliantami zachodnimi.

## Historia
Dywizja została sformowana zgodnie z rozkazem z dnia 1 kwietnia 1939 w Pradze i wyposażona w sprzęt zdobyty po zajęciu Czechosłowacji.
W trakcie kampanii wrześniowej wchodziła w skład odwodu Grupy Armii Północ, po zakończeniu walk w Polsce przerzucona na zachód.
W trakcie kampanii francuskiej walczyła na terenie Francji w składzie kolejno 4 i 2 Armii, m.in. 26 maja 1940 zdobywa twierdzę i port Calais. Po zakończeniu walk pozostawała na terenie Francji do lutego 1941 roku.
Następnie została przerzucona do Niemiec, aby w czerwcu 1941 roku wejść w skład 2 Grupy Pancernej a następnie 4 Grupy Pancernej. W składzie tych grup wzięła udział w ataku na ZSRR, walcząc w składzie Grupy Armii Środek. Walcząc pod Mińskiem, Smoleńskiem i pod Moskwą. Na froncie wschodnim walczyła do kwietnia 1942 roku.
W maju 1942 roku została przerzucona do okupowanej Francji, gdzie w sierpniu 1942 roku wzięła udział w walkach pod Dieppe.
W grudniu 1942 roku została przerzucona do Tunezji, gdzie walczyła przeciwko wojskom amerykańskim. W maju 1943 roku została całkowicie rozbita przez wojska amerykańskie i przestała istnieć.

## Oficerowie dowództwa dywizji
Dowódcy dywizji
- gen. wojsk panc. Ferdinand Schaal (1939–1941)
- gen. por. Wolfgang Fischer (1941–1943)
- gen. por. Friedrich Freiherr von Broich (1943)

## Struktura organizacyjna
Skład w 1939:
- 8 pułk pancerny (Panzer-Regiment 8)
- 86 zmotoryzowany pułk piechoty (Infanterie-Regiment 86 (mot.))
- 2/29 pułku artylerii (II. / Artillerie-Regiment 29)
- 1/8 pułku rozpoznawczy (I. / Aufklärungs-Regiment 8)

Skład w 1940:
- 4 Brygada Pancerna (Panzer-Brigade 4)
  - 7 pułk pancerny (Panzer-Regiment 7)
  - 8 pułk pancerny (Panzer-Regiment 8)
- 10 Brygada Strzelców (Schützen-Brigade 10)
  - 69 pułk strzelców (Schützen-Regiment 69)
  - 86 pułk strzelców (Schützen-Regiment 86)
  - 706 ciężka kompania broni wsparcia piechoty (Schwere Infanterie-Geschütz-Kompanie 706)
- 90 pułk artylerii (Artillerie-Regiment 90)
- 90 batalion rozpoznawczy (Aufklärungs-Abteilung 90)
- 90 dywizjon przeciwpancerny (Panzerjäger-Abteilung 90)
- 90 batalion pionierów (Pionier-Bataillon 90)
- 90 batalion łączności (Nachrichten-Abteilung 90)

Skład w 1943:
- 7 pułk pancerny (Panzer-Regiment 7)
- 10 Brygada Grenadierów Pancernych (Panzergrenadier-Brigade 10)
  - 69 pułk grenadierów pancernych (Panzergrenadier-Regiment 69)
  - 86 pułk grenadierów pancernych (Panzergrenadier-Regiment 86)
- 90 pułk artylerii pancernej (Panzer-Artillerie-Regiment 90)
- 10 pancerny batalion rozpoznawczy (Panzer-Aufklärungs-Abteilung 10)
- 302 dywizjon artylerii przeciwlotniczej (Heeres-Flak-Artillerie-Abteilung 302)
- 90 dywizjon przeciwpancerny (Panzerjäger-Abteilung 90)
- 49 pancerny batalion pionierów (Panzer-Pionier-Bataillon 49)
- 90 pancerny batalion łączności (Panzer-Nachrichten-Abteilung 90)